# ローレンツ・パシュ (父)
ローレンツ・パシュ（Lorenz Pasch、同名の画家の息子と区別するために、Lorenz Pasch the Elderとも、1702年3月 - 1766年4月27日）はスウェーデンの肖像画家である。

## 略歴
ストックホルムに生まれた。父親のダンクヴァルオ・パシュ（Danckwardt Pasch）はドイツのリューベック出身の装飾画家で、スウェーデンで仕事をしていた。弟のヨハン・パシュは装飾画家となった。ローレンツの子供、ローレンツ・パシュ（Lorens Pasch the Younger）とウルリカ・パシュも画家として名を残した。
ドイツ出身でスウェーデン王室の宮廷画家を務めていた肖像画家、ダーフィト・クラフトに教えを受けた後、1721年に修行のために、ロンドンに渡った。当時ロンドンにはスウェーデン生まれの肖像画家、ミカエル・ダール（Michael Dahl、1659-1743）が活躍していた。パシュは、ロンドンに7年間滞在し、ダールのもとで修行した。
1728年に父親が没した後、スウェーデンに戻り、スウェーデンの貴族、有力者の間で肖像画家としての地位を得た。スウェーデンにおける代表的な肖像画家として、オロフ・アレニウスやグスタフ・ルントベリと競い合った。晩年は人気が落ち、娘のウルリカ・パシュに世話を受けてストックホルムで没した。

## 主な作品

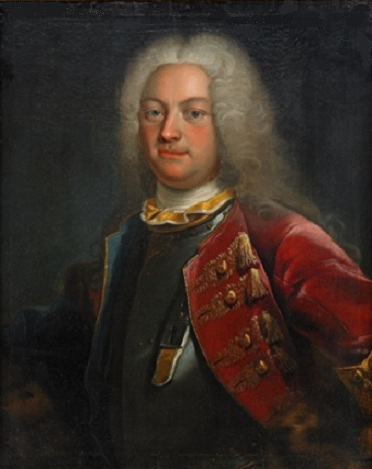
Fredrik Piper（廷吏）
Hedvig Taube
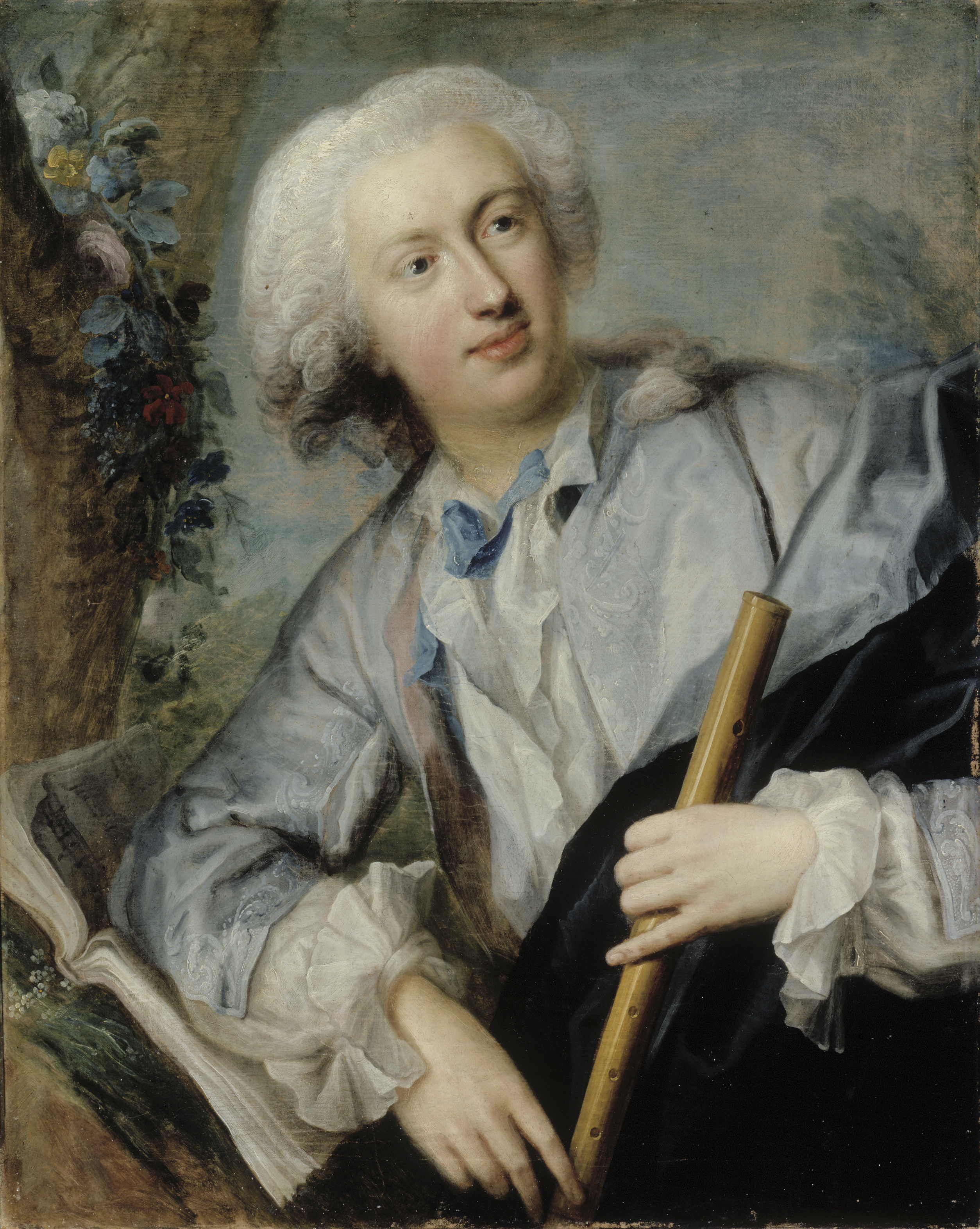
フルート奏者(1734)
Samuel Åkerhielm